# Tragoscelis philippinensis
Tragoscelis philippinensis es una especie de coleóptero de la familia Endomychidae.

## Distribución geográfica
Habita en Mindanao (Filipinas).